# Coris formosa
Coris formosa là một loài cá biển thuộc chi Coris trong họ Cá bàng chài. Loài này được mô tả lần đầu tiên vào năm 1830.

## Từ nguyên
Tính từ định danh của loài này trong tiếng Latinh có nghĩa là "xinh đẹp", vì loài này được mô tả là "một trong những loài cá đẹp nhất ở Sri Lanka".

## Phạm vi phân bố và môi trường sống
Từ Oman, C. formosa được ghi nhận dọc theo bờ biển phía nam bán đảo Ả Rập, và trải dài theo đường bờ biển Đông Phi đến Nam Phi, bao gồm Madagascar và phần lớn các đảo quốc, quần đảo trên Ấn Độ Dương, cũng như phía nam Ấn Độ.
C. formosa sống gần các rạn san hô trên nền đáy cát và đá vụn ở độ sâu đến ít nhất là 50 m; cá con thường sống trong các hồ thủy triều.

## Mô tả
C. formosa có chiều dài cơ thể tối đa được biết đến là 60 cm. Cá đực có màu đỏ nhạt, chi chít những chấm màu xanh sáng với các dải sọc dọc màu tím xám ở hai bên thân. Đầu có màu đỏ, hơi xám. Các vệt sọc màu xanh lục xung quanh mắt, nổi bật nhất là vệt sọc từ trước vây lưng băng xuống dưới mắt và uốn cong ở dưới đầu. Vây đuôi có nhiều vệt đốm màu xanh lam sáng; có dải màu đỏ ở sát rìa sau. Cá cái có màu nâu xám đến nâu lục với nhiều đốm đen rải rác khắp thân. Đầu màu vàng cam, hơi sẫm nâu ở mang, cũng có các vệt sọc xanh sáng như cá đực. Đuôi màu đỏ tươi với dải màu trắng ở rìa sau. Cá con màu cam với các vệt đốm trắng viền đen ở trên đầu, lưng và cuống đuôi; vây lưng có thêm một đốm tròn đen.
Số gai ở vây lưng: 9; Số tia vây ở vây lưng: 12; Số gai ở vây hậu môn: 3; Số tia vây ở vây hậu môn: 12; Số tia vây ở vây ngực: 13.

## Sinh thái học
Thức ăn của C. formosa là các loài động vật giáp xác, động vật thân mềm và cầu gai. Cá đực có thể sống theo chế độ hậu cung, gồm nhiều con cá cái cùng sống trong lãnh thổ của cá đực.

## Thương mại
C. formosa được thu thập trong ngành buôn bán cá cảnh, nhưng chủ yếu là cá con. Cá con của C. formosa và Coris gaimard rất khó phân biệt, do đó cả hai loài có thể cùng được thu thập và bán với giá khoảng từ 25 đến 35 USD một con.